# Ricardo Waddington
Pour les articles homonymes, voir Waddington.
Ricardo Waddington, né le 22 décembre 1960 à Rio de Janeiro (Brésil), est un réalisateur brésilien.
Il est l'un des principaux directeurs de production du réseau de télévision brésilien Rede Globo.

## Biographie
Ricardo Waddington est le frère du réalisateur Andrucha Waddington.

## Filmographie partielle

### À la télévision
- 1986 : Roda de Fogo (série télévisée)
- 1991 : O Dono do Mundo (série télévisée)
- 1992 : Você Decide (série télévisée)
- 1993 : Sex Appeal (feuilleton TV)
- 1993 : Olho no Olho (série télévisée)
- 1994 : Quatro por Quatro (série télévisée)
- 1995 : Malhação (série télévisée)
- 1997 : Por Amor (série télévisée)
- 2000 : Laços de Família (série télévisée)
- 2001 : Presença de Anita (série télévisée)
- 2002 : Coração de Estudante (série télévisée)
- 2003 : Mulheres Apaixonadas (série télévisée)
- 2004 : Cabocla (série télévisée)
- 2005 : Mad Maria (feuilleton TV)
- 2005 : Bang Bang (série télévisée)
- 2006 : Sinhá Moça (série télévisée)
- 2006 : Pé na Jaca (série télévisée)
- 2006 : Por Toda Minha Vida (série télévisée)
- 2008 : A Favorita (série télévisée)
- 2010 : A Cura (série télévisée)
- 2012 : O Brado Retumbante (série télévisée)
- 2012 : Avenida Brasil (série télévisée)
- 2013 : O Canto da Sereia (série télévisée)
- 2013 : Amor & Sexo
- 2014 : Vídeo Show (série télévisée)
- 2014 : Boogie Oogie (série télévisée)